# کاساس دل‌پوئرتو دبیاتورو
کاساس دل پوئرتو د بییاترو دهستانی در استان آبیلای اسپانیا است.
در این دهستان ۱۱۱ نفر زندگی می‌کنند. مساحت این دهستان ۲۲٫۱۶ کیلومتر مربع است.